# Per Fugelli

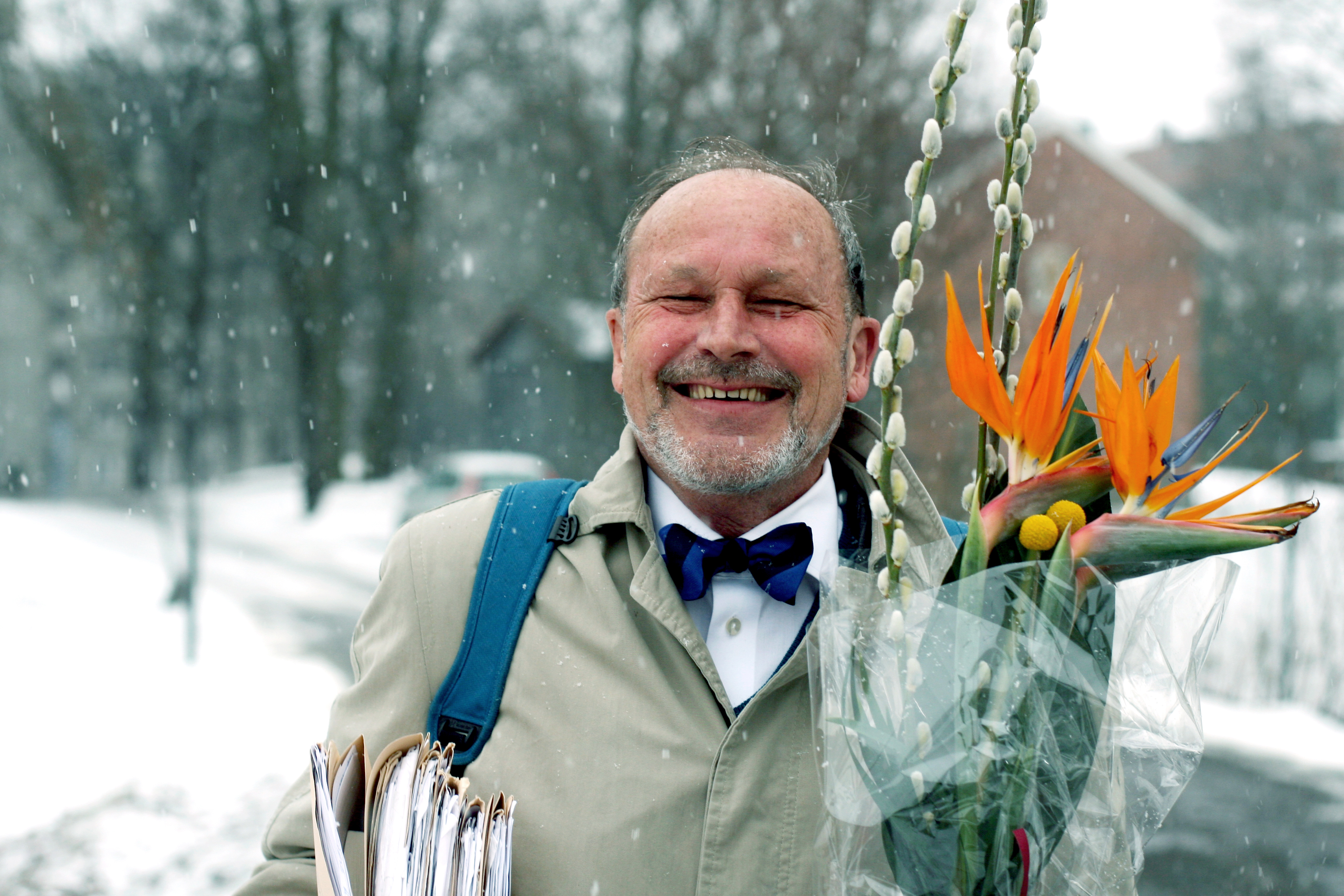
Per Fugelli 2011

Per Fugelli (geb. 7. Dezember 1943 in Stavanger; gest. 13. September 2017 in Jæren) war ein norwegischer Arzt und Professor für Allgemeinmedizin und für Sozialmedizin. Er gilt als Begründer des Konzepts der Planetary Health.

## Leben und Wirken
Fugelli studierte Medizin und arbeitete nach seinem Abschluss von 1971 bis 1973 als Allgemeinarzt in Værøy und Røst und von 1977 bis 1980 in Porsanger. 1978 schloss er seine Promotion (Ph.D.) ab und wurde 1984 zum Professor für Allgemeinmedizin an der Universität Bergen berufen. 1992 nahm er den Ruf auf den Lehrstuhl für Sozialmedizin am Institut für Gesundheit und Gesellschaft der Universität Oslo an und wirkte dort bis zu seiner Emeritierung im Jahr 2013.
Seine seit 1993 veröffentlichten Thesen zu den Auswirkungen der Umweltzerstörung auf die menschliche Gesundheit führten zum Konzept der Planetary Health. Aus ärztlicher Sicht müsse die Diagnose gestellt werden, dass der „Patient Erde“ krank sei und dass auch die Ärzte sich am Diskurs zu seiner Behandlung aus dem Blickwinkel der Fachwissenschaft Medizin beteiligen müssten: „Globale Umweltstörungen können schwerwiegende Folgen für die menschliche Gesundheit haben. Es ist Zeit für Ärzte, eine Weltdiagnose zu stellen und Ratschläge zur Behandlung zu geben.“
Als Sozialmediziner kritisierte Fugelli die Bürokratisierung des norwegischen Gesundheitssystems und setzte sich für benachteiligte Gruppen und ethnische Minderheiten ein. Er forderte Methoden der gesundheitlichen Aufklärung, bei der die Werte, Wahrnehmungen und Potenziale der Menschen zur Vorbeugung von Krankheiten und zur Förderung der Gesundheit anerkannt werden, anstelle einer Aufklärung, die gesundheitsbewusstes Verhalten durch das Erzeugen von Angst und durch Bevormundung zu erreichen versucht.
Auch nachdem Fugelli 2009 an Darmkrebs erkrankt und der Krebs aufgrund der Metastasierung in die Lunge 2012 für tödlich erklärt worden war, arbeitete und veröffentlichte er weiter. Mit seinen autobiografischen Schriften Tod, sollen wir tanzen? (2010) und Per stirbt (2017) sowie dem Film über sein Sterben wollte er zur Enttabuisierung der Themen Sterben und Tod beitragen.

## Auszeichnungen
- 2010: Karl-Evang-Preis[5]
- 2013: Fritt-Ord-Preis
- 2013: Siddipris.[6]

## Film
Unter der Regie von Erik Poppe entstand der Dokumentarfilm Per Fugelli - siste resept (Per Fugelli - Das letzte Rezept), der 2018 veröffentlicht wurde. Poppe begleitet den Mediziner, seine Frau Charlotte und seinen Sohn Aksel Fugelli in den letzten Monaten Per Fugellis.  Es sei „ein ehrliches Porträt eines eigensinnigen, autonomen Menschen. Eine Geschichte über das Leben, ein Film über den Tod.“ Fugelli selbst äußerte dazu: „Gesundheit entsteht in einer Community... Und durch Würde. Würde bedeutet, als der gesehen und akzeptiert zu werden, der man ist. Mit allen Fehlern. Und nicht als Hochglanzfoto.“ Produzenten waren Finn Gjerdrum, Stein B. Kvae, Arild Karlsen. Er ist über Streaming-Dienste verfügbar.

## Veröffentlichungen
- Tilbake til huslegen, 1975
- Doktor på Værøy og Røst, 1977
- Helsetilstand og helsetjeneste på Værøy og Røst, 1978
- Helse og rettferdighet: Samfunnsmedisinske artikler og foredrag, 1990
- Døden, skal vi danse, 2010
- Per Dør, 2017